# Undecanoato de nandrolona
Undecanoato de nandrolona (nomes comerciais Dynabolon, Dynabolin, Psychobolan), também conhecido como 19-nortestosterone 17β-undecanoate, é um esteroide anabolizante, androgênico e éster da nandrolona que foi desenvolvido na década de 1960 e foi vendido em alguns países, incluindo a França, Alemanha, Itália e Mónaco, mas sua comercialização foi descontinuada.